# Tin-111
Tin-111 of 111Sn is een onstabiele radioactieve isotoop van tin, een hoofdgroepmetaal. De isotoop komt van nature niet op Aarde voor.
Tin-111 ontstaat onder meer door radioactief verval van antimoon-111.

## Radioactief verval
Tin-111 vervalt door β+-verval tot de radio-isotoop indium-111:
{\displaystyle {\ce {{^{111}_{50}Sn}->{^{111}_{49}In}+{e^{+}}+{\nu }_{e}}}}
De halveringstijd bedraagt 35,3 minuten.
99Sn · 100Sn · 101Sn · 102Sn · 102mSn · 103Sn · 104Sn · 105Sn · 106Sn · 107Sn · 108Sn · 109Sn · 110Sn · 111Sn · 111mSn · 112Sn · 113Sn · 113mSn · 114Sn · 114mSn · 115Sn · 115m1Sn · 115m2Sn · 116Sn · 117Sn · 117m1Sn · 117m2Sn · 118Sn · 119Sn · 119m1Sn · 119m2Sn · 120Sn · 120m1Sn · 120m2Sn · 121Sn · 121m1Sn · 121m2Sn · 121m3Sn · 122Sn · 123Sn · 123m1Sn · 123m2Sn · 123m3Sn · 123m4Sn · 124Sn · 124m1Sn · 124m2Sn · 124m3Sn · 125Sn · 125mSn · 126Sn · 126m1Sn · 126m2Sn · 127Sn · 127mSn · 128Sn · 128mSn · 129Sn · 129mSn · 130Sn · 130m1Sn · 130m2Sn · 131Sn · 131m1Sn · 131m2Sn · 132Sn · 133Sn · 134Sn · 135Sn · 136Sn · 137Sn · 138Sn · 139Sn